# Akarnan
Akarnan – w mitologii greckiej syn Alkmeona i nimfy Kalliroe, brat Amfoterosa i Laodamii. Wspólnie z bratem pomścili śmierć ojca zabijając króla Fegeusa.